# Rafael Ramos Morales
Rafael Ramos Morales (Riogordo, 13 de diciembre de 1943 - Pamplona, 21 de abril de 2000) fue un historietista español, conocido por su personaje Leo Verdura. A lo largo de su carrera profesional firmó con los seudónimos de Gali, Galileo, Ramos y Rafaramos.

## Biografía
Comienza trabajando en 1963 para la Editorial Toray ("Hazañas bélicas") y pasa a las agencias de ilustración inglesas especializadas en temas bélicos. Trabaja para editoriales en Alemania (Bastei Verlag) e Italia. En este país publica trabajos en la serie Charlie Charleston para "Il Corriere dei Ragazzi".
En 1968 sustituye a Fuentes Man dibujando la serie Galax, el cosmonauta sobre guiones de Víctor Mora para la Bruguera. En esa editorial crea el personaje de La señorita Ana que se publica en "El DDT".
En 1976 crea su personaje Leo Verdura que, a través de la agencia Quipos (http://www.quipos.net) de Marcelo Ravoni y Coleta Goria que todavía lo representan, se publica en la revista italiana "Linus". Miembro del Colectivo de la Historieta, comienza a trabajar en "Bang!" con el seudónimo de Galileo. Con el mismo, publica trabajos de humor político en el extra de "Bang!": la revista "Trocha". Con la misma firma publica las series Porcile en El Papus y El Camaleón en Mata Ratos.
Se traslada a Pamplona a principios de los ochenta junto a su mujer, Nieves. Allí comienza a publicar trabajos de corte regionalista entre los que destaca la tira de humor Aitor y los vascones que más tarde cambia a La tribu de Aitor publicada en forma de tiras en El Diario de Navarra y más tarde recopilada y autoeditada. En 1983 intenta recuperar a su personaje Leo Verdura en las páginas de El País en formato de blanco y negro. Ese primer intento no cuaja y pasan 4 años hasta que Leo vuelva a las páginas de "El Pequeño País". Un año más tarde, pasa de tira a página completa a color. Nieves es quien colorea las historietas de su marido.
Muere en el año 2000 de un paro cardíaco mientras hacía una animación de Leo Verdura.

## Personajes
- Leo Verdura (Linus y El País).
- Aitor y los vascones (Diario de Navarra).
- Galax, el cosmonauta (Bravo).
- La señorita Ana (DDT).

## Publicaciones

### Colaboraciones en publicaciones
- Hazañas Bélicas (Editorial Toray).
- Varios trabajos con Andreu Martín y Víctor Mora.

### Trabajos
- Hazañas Bélicas
- Charlie Charleston en "Il Corriere dei Ragazzi".
- Galax, el Cosmonauta (en "Bravo"), tras Fuentes Man y sobre guiones de Víctor Mora. (1968)
- Manolo (para Comundi) (1970)
- La Señorita Ana (en DDT), sobre guiones propios. (1970)
- Thump Sánchez (en La Vanguardia), sobre guiones de Andreu Martín. (1971)
- Leo Verdura en "Linus" (1976).
- Páginas de humor, en su mayoría sin título en Trocha/Troya (1977-78)
- Porcile (en El Papus) sobre guiones propios. (1979)
- El Camaleón (en Mata Ratos), sobre guiones propios. (1980)
- Aitor y los vascones (en Diario de Navarra), sobre guiones propios. (1984)
- Leo Verdura (en El Pequeño País, tras un asomo en 1983; edición a color en 1988; en Mi País en 1998). (1987)
- La Tribu de Aitor (en Diario de Navarra), sobre guiones propios.  (1994)

### Monografías
- Solidaridad con El Papus (1977)
- Historia de Navarra sobre guion de Felipe de Hernández Cava (1980)
- Amaya o Los Vascos del siglo VIII (1981)
- Aitor y los vascones (autoedición) (1985)
- Aitor y los Vascones II (autoedición) (1986)

### Tomos recopilatorios de Leo Verdura
- Leo Verdura (El País / Altea) (1990)
- ¡Éste es mi León! (Estudios Leo) (1993)
- Una fiera anda suelta (Estudios Leo) (1995)

### Animación
- Leo Natura (2000)